# 필리핀 국가 경찰
필리핀 국가 경찰(PNP, 필리핀어: Pambansang Pulisya ng Pilipinas)은  필리핀 공화국의 국가 경찰 조직이다. 국제 본부는 케손 시티 Bagong Lipunan ng Crame의 Camp Crame에 있다. 현재 약 22만 8천 명의 인력이 1억 명이 넘는 인구를 담당하고 있다.
이 기관은 국가 경찰 위원회(National Police Commission)의 관리·통제를 받으며, 내무 지방 정부부(DILG, Department of the Interior and Local Government)의 일부이다. 지역 경찰관들은 시 또는 지방 자치 단체의 시장이 운영을 통제하며, DILG는 PNP를 조직하고 훈련하며 장비를 지원하여 국가적 범위와 민간적 성격을 가진 경찰 기능을 수행하도록 한다.
PNP는 1990년 공화국법 6975호에 따라 1991년 1월 29일 필리핀 헌병대(Philippine Constabulary)와 통합 국가 경찰(Integrated National Police)이 합병되면서 설립되었다.